# Johann von Grandson

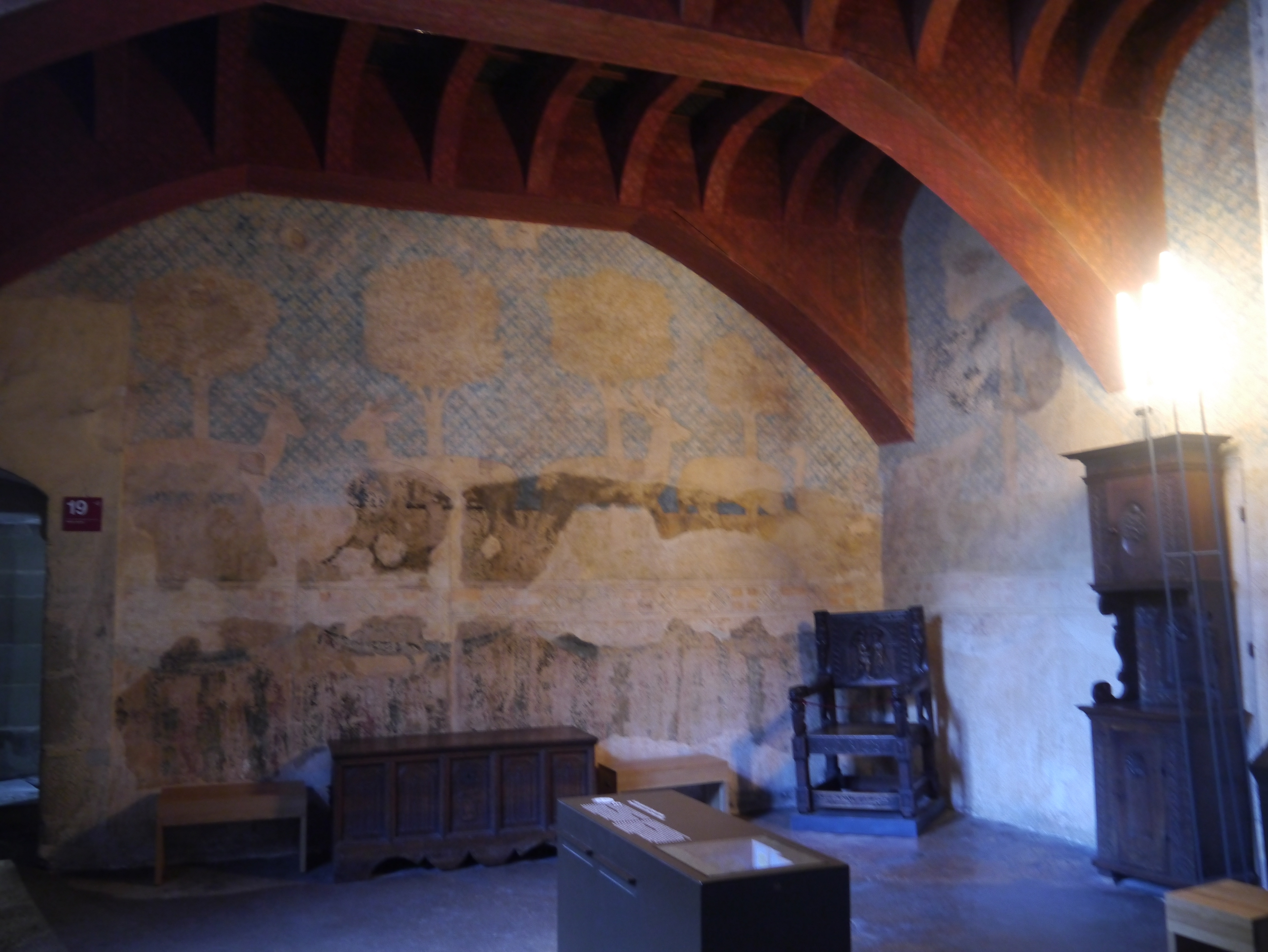
Wandmalerei im gräflichen Wohnraum der Burg Chillon

Johann von Grandson (in den Quellen auch Jeannod de Grandissono) war ein savoyischer Maler aus der Region Waadt, der in den 1340er Jahren aktiv war. Seine Lebensdaten sind nicht bekannt. Er ist nicht mit der vom 11. bis zum 14. Jahrhundert lebenden Adelsfamilie von Grandson verwandt, sondern stammt offenbar aus der Ortschaft Grandson am Neuenburgersee.

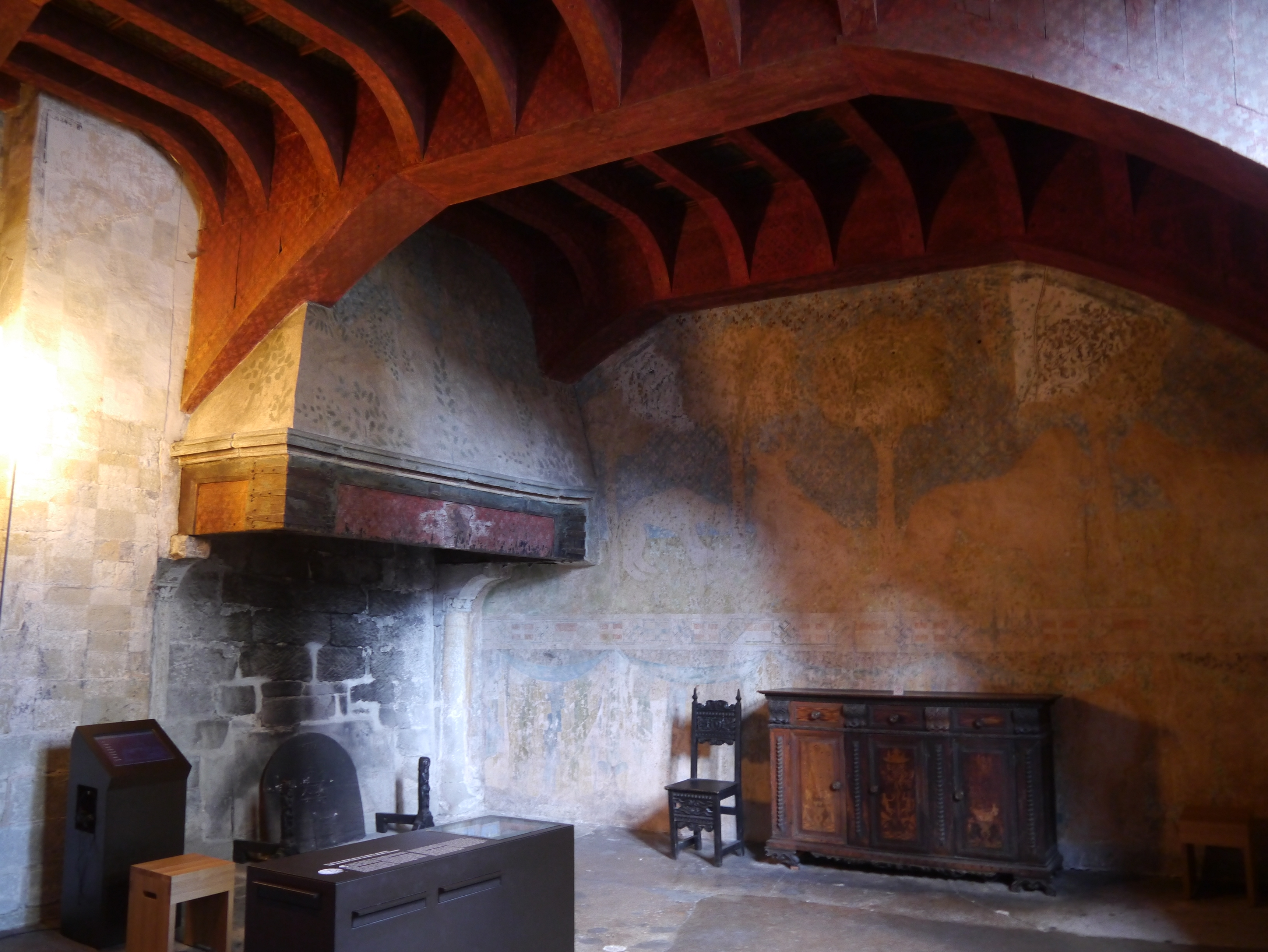
Wohnraum des Grafen in der Burg Chillon

Von Johann von Grandsons Ausbildung gibt es keine Nachrichten. Er erscheint von 1341 bis 1344 in den Quellen als Maler auf erstrangigen Baustellen der Grafen von Savoyen. So dekorierte er zusammen mit dem savoyischen Hofmaler Georges d’Aigle aus Florenz († 1348 in der Grossen Pest), eines Schülers von Giotto, die Abteikirche von Hautecombe am Lac du Bourget, wo sich die Grablege der savoyischen Fürsten befand.
Und ab 1341 malte er im Auftrag von Graf Aymon den herrschaftlichen Wohnraum, die camera domini, in der Burg Chillon am Genfersee aus. Dabei benützte er die Technik der Eitempera. Dieses teilweise erhaltene, im 19. Jahrhundert übertünchte Hauptwerk des Malers Johann ist dank der Restaurierung und Ergänzung unter dem Architekten Albert Naef wieder gut zu sehen, während die mittelalterlichen Wandmalereien in den andern Burgen der Grafen von Savoyen in Frankreich und Italien, darunter auch alle Werke von Georges d’Aigle, nicht mehr vorhanden sind. Die Wandbilder von Chillon zeigen vor geometrischem Hintergrund den Heiligen Georg sowie verschiedene Tiere und Wappen.